# Hardt Kapelle
Hardt Kapelle ist ein Weiler der Ortsgemeinde Feuerscheid im Eifelkreis Bitburg-Prüm in Rheinland-Pfalz.

## Geographische Lage
Hardt Kapelle liegt südwestlich des Hauptortes Feuerscheid in einer Entfernung von rund 2,2 km. Der Weiler befindet sich in leichter Tallage und ist von kleineren landwirtschaftlichen Nutzflächen sowie Waldbestand umgeben. Nördlich von Hardt Kapelle fließt der Wolfsbach.

## Geschichte
Hardt Kapelle gehörte im Jahre 1843 als eines der Gehöfte „Hardt“ zu Feuerscheid in der Bürgermeisterei Burbach. Diese wurden insgesamt von 19 Menschen bewohnt.

## Kultur und Sehenswürdigkeiten

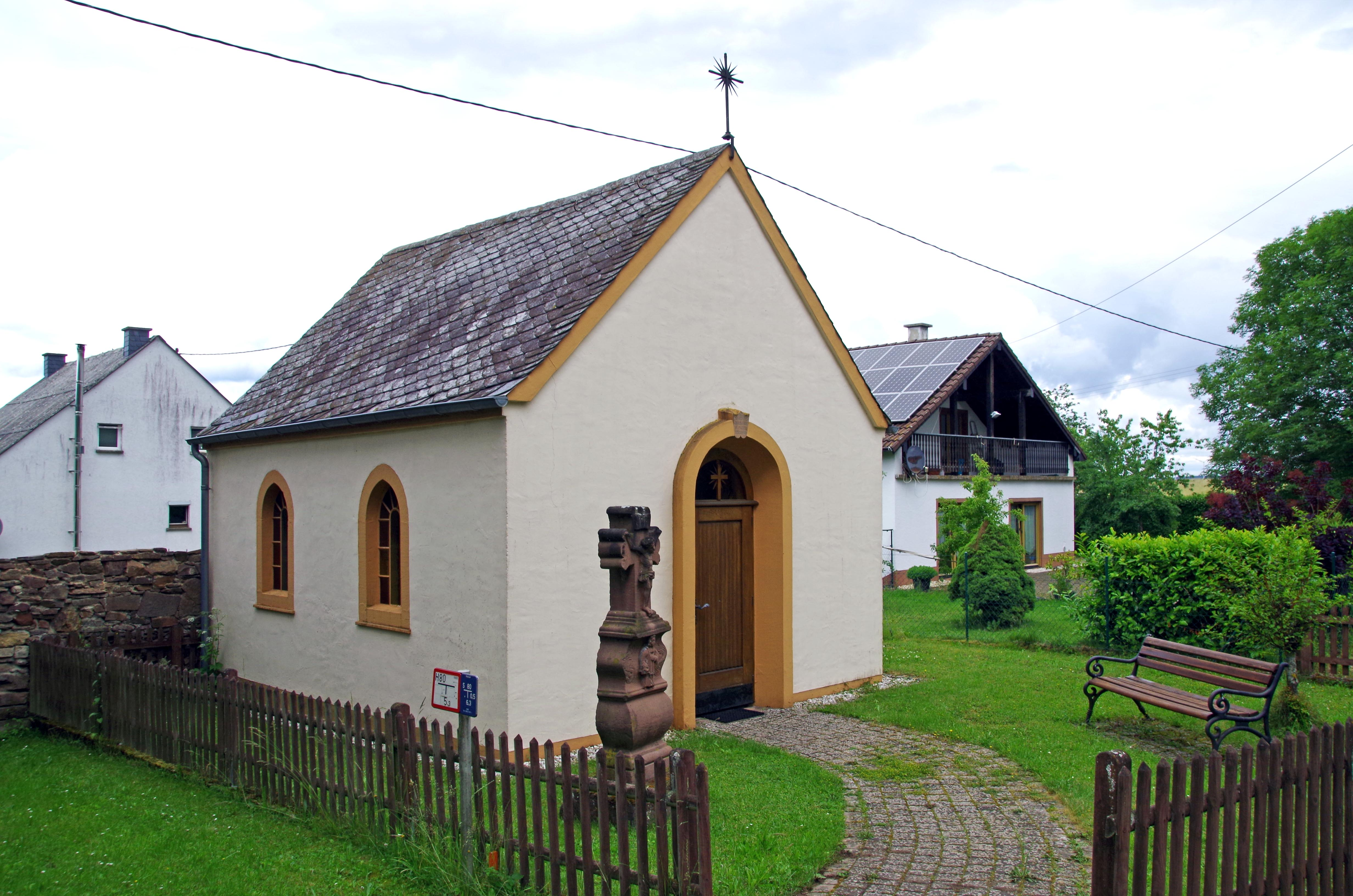
Kapelle mit Schaftkreuz

### Bauwerke
Hardt Kapelle ist vor allem durch die gleichnamige Kapelle bekannt. Die heutige Kapelle wurde im Jahre 1957 erbaut und bildet den Ersatz einer vorherigen Kapelle, die bei einem der drei Großbrände in Feuerscheid zerstört wurde. Bezüglich der Ausstattung ist vor allem ein Holzrelief der Vierzehn Nothelfer sehenswert.  Neben der Kapelle befindet sich zudem ein Schaftkreuz aus der zweiten Hälfte des 18. Jahrhunderts.
Siehe auch: Liste der Kulturdenkmäler in Feuerscheid

### Naherholung
In Hardt Kapelle beginnt ein rund 7,1 km langer Rundwanderweg durch den Heilenbacher Forst. Dieser bildet zudem das Highlight der Wanderroute.
Durch Hardt Kapelle verläuft zudem der Wanderweg 2, Feuerscheid des Prümer Landes. Es handelt sich um einen rund 8,5 km langen Rundwanderweg. Neben Hardt Kapelle werden auch der Weiler Denterhof und Obere Hardt erreicht.
Ebenfalls durch Hardt Kapelle verläuft der Wanderweg 25 des Prümer Landes. Es handelt sich um einen rund 20 km langen Rundwanderweg, der die Orte Feuerscheid, Heilenbach, Plütscheid und Lasel verbindet.

## Verkehr
Es existiert eine regelmäßige Busverbindung.
Hardt Kapelle ist durch die Landesstraße 33 erschlossen und befindet sich direkt östlich der Bundesautobahn 60 an der Anschlussstelle Waxweiler.